# Villa du Molard
Pour les articles homonymes, voir Molard.
La villa du Molard, mise à jour au sud de Donzère, est la plus importante unité viti-vinicole connue de l'Antiquité romaine.

## Développement
La villa de Molard était située à 15 kilomètres d'Augusta Tricastinorum (aujourd'hui Saint-Paul-Trois-Châteaux). Les vestiges les plus anciens datent de la période augustéenne. Lors du Ier siècle, des bâtiments fonctionnels sont bâtis sur une surface de 10.000 m². À la fin du IIe siècle, la villa connaît de profondes modifications.

## Description
Cette villa rustica est considérée comme la « plus grande exploitation viti-vinicole connue du monde méditerranéen antique ». Elle s’étendait sur deux hectares. L’entrepôt des vins de 70 × 15 m contenait deux travées abritant 204 dolia disposés en six alignements ayant chacun une contenance de 1,2 hectolitre. À chaque extrémité, un grand fouloir de 18,5 m2, y étaient adjoints deux pressoirs.

## Production
L’exploitation, qui a été datée entre 50 et 80 de notre ère, produisait 2 500 hectolitres de vin par an. Le rendement des vignes romaines ayant été estimé à 12 hl/ha, le domaine possédait 300 hectares ce qui nécessitait le travail de 150 esclaves.  

## Commercialisation
Les auteurs de l'étude sur La viticulture antique dans le Tricastin constatent : « La proximité du cours du Rhône permet d'interpréter le Mollard comme un centre de production tourné directement vers l'exportation. Ce site est contemporain de la phase de multiplication des ateliers d'amphores gauloises en Narbonnaise (Ier siècle). Il n'est donc pas étonnant qu'un investisseur cherchant un profit sur ce marché en plein développement s'installe dans la région à proximité d'un point de rupture de charge sur le Rhône ».

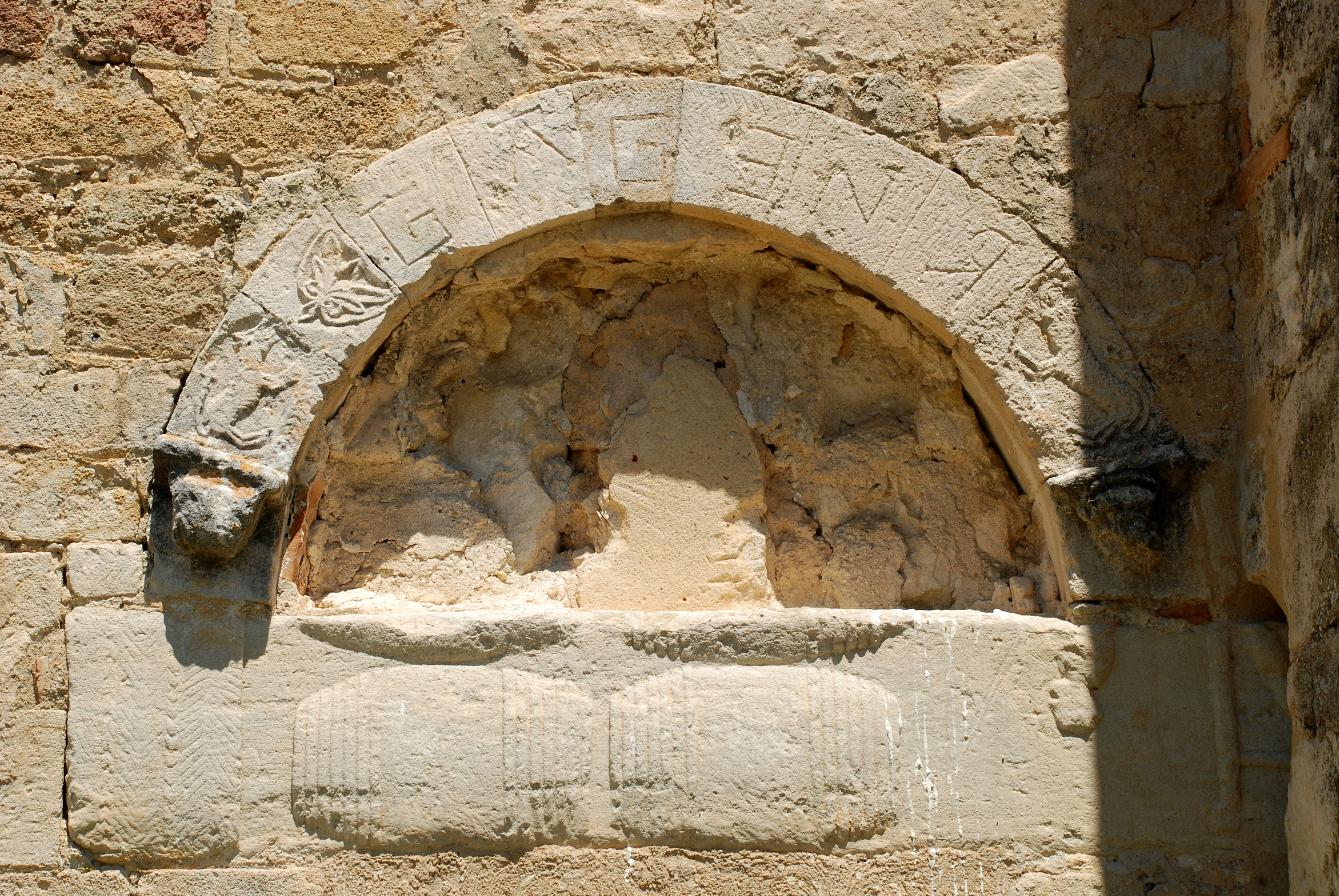
Les quatre tonneaux de Saint-Pierre-de-Colonzelle

De plus, tout ou partie de sa production pouvait être expédiée par le Rhône en tonneaux, à l’exemple de la scène représentée sur la stèle de Saint-Pierre-ès-Liens de Colonzelle (Ier siècle) toute proche. Située sur le porche d’un prieuré clunisien, elle représente le levage de quatre tonneaux et leur embarquement sur un navire marchand.

## Protection
La parcelle abritant le fouloir et les pressoirs fait l’objet d’un classement au titre des monuments historiques depuis le 16 février 1994.